# Quand m'aimera-t-on ?
Pour plus de détails, voir Fiche technique et Distribution.
Quand m'aimera-t-on ? (When Will I Be Loved) est un film américain réalisé par James Toback, sorti en 2004.

## Synopsis
Se sentant abandonnée par son petit-ami (Frederick Weller (en)), Vera Barrie (Neve Campbell), une jeune artiste new-yorkaise, explore sa sexualité avec d'autres personnes.

## Fiche technique
- Titre : Quand m'aimera-t-on ?
- Titre original : When Will I Be Loved
- Réalisation : James Toback
- Scénario : James Toback
- Décors : Mila Khalevich
- Costumes : Marco Cattoretti et Luca Mosca
- Photographie : Larry McConkey
- Musique : Oliver Grant
- Montage : Suzy Elmiger
- Production : Ron Rotholz
- Sociétés de production : Little Wing Production, Rotholz Pictures, RCB Entertainment
- Sociétés de distribution : IFC Films
- Budget : 29 103 de dollars
- Pays d'origine : États-Unis
- Langue : Anglais
- Format : Couleur
- Genre : Drame, thriller érotique
- Durée : 121 minutes
- Dates de sorties en salles :
  -  États-Unis : 6 juin 2004
  -  France : 5 septembre 2004

## Distribution
Légende : VQ = Version Québécoise

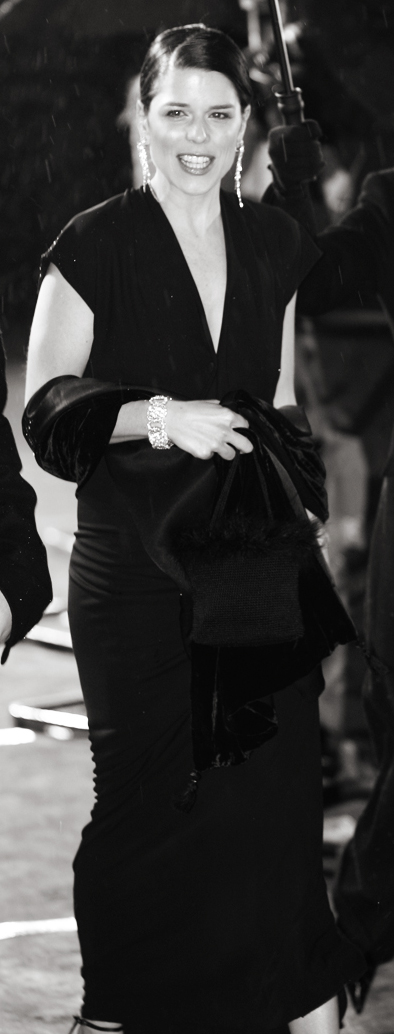
L'actrice principale Neve Campbell aux BAFTAs, en février 2006.

- Neve Campbell (VQ : Camille Cyr-Desmarais) : Vera Barrie
- Frederick Weller (en) (VQ : Jean-François Beaupré) : Ford Welles
- Ashley Shelton : Ashley
- James Toback (VQ : Guy Nadon) : Professeur Hassan Al-Ibrahim Ben Rabinowitz
- Alex Feldman : Alexei
- Brandon Sommers : Brandon
- Oliver Grant : Power
- Cara Hamill : Cara
- Thomas Patti : Michael
- Dominic Chianese (VQ : Hubert Gagnon) : Comte Tommaso Lupo
- Barry Primus (VQ : Aubert Pallascio) : Victor Barrie
- Karen Allen : Alexandra Barrie
- Mike Tyson : Lui-même